# Vulpes vulpes cascadensis
Vulpes vulpes cascadensis es una subespecie de  mamíferos carnívoros  de la familia Canidae.

## Distribución geográfica
Se encuentran en Norteamérica: a lo largo de la costa norte occidental de los Estados Unidos y de la Columbia Británica.